# Stromatoporen
Stromatoporoidea is een orde van koloniale ongewervelden, die tot voor kort in het Devoon uitgestorven werd geacht. De soorten binnen deze orde domineerden het Siluur en het Devoon, maar er zijn ook fossielen gevonden van uit het Cambrium tot en met het Oligoceen. Deze soorten waren belangrijke rif-vormers in het Paleozoïcum, maar vooral vanaf het Ordovicium tot en met het Devoon.
Voorheen werd de orde Stromatoporoidea gerekend tot de koralen en was geplaatst in de stam Cnidaria. Nu wordt de orde gerekend tot de sponsdieren (Porifera).
De levende soorten binnen deze orde werden eerst door de zoölogische gemeenschap gezien als de Sclerospongiae, maar nu rekenen zoölogen en de paleontologische gemeenschap ze binnen Stromatoporoidea en andere ordes binnen Demospongiae. Stromatoporen kunnen op verschillende manieren herkend worden als fossiel. De echte vorm van een stromatopoor kan worden herkend als een "wifi" symbool. De structuur kan teruggevonden worden als klein bobbelig oppervlak in het gesteente waar het gefossiliseerd is.

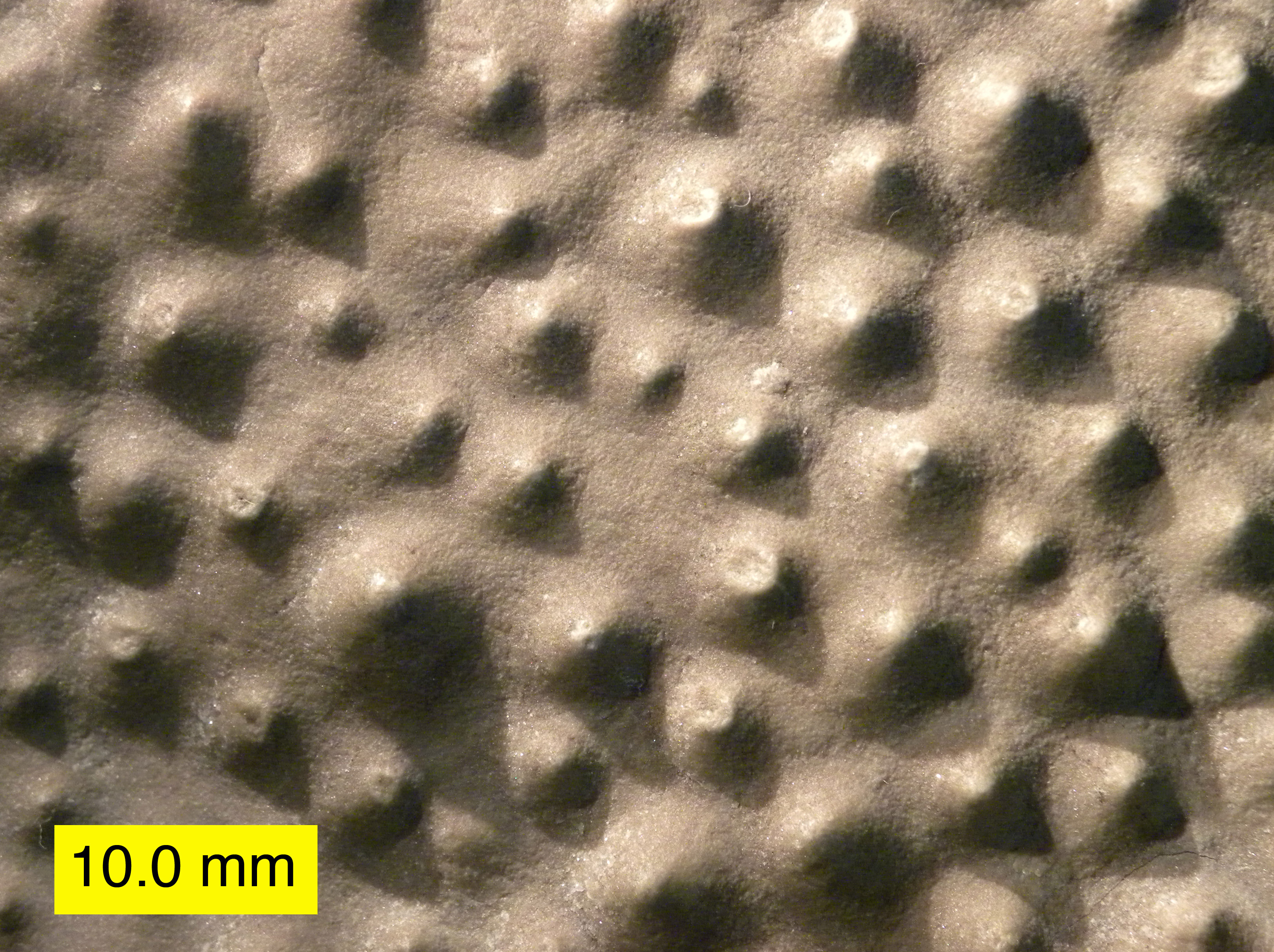

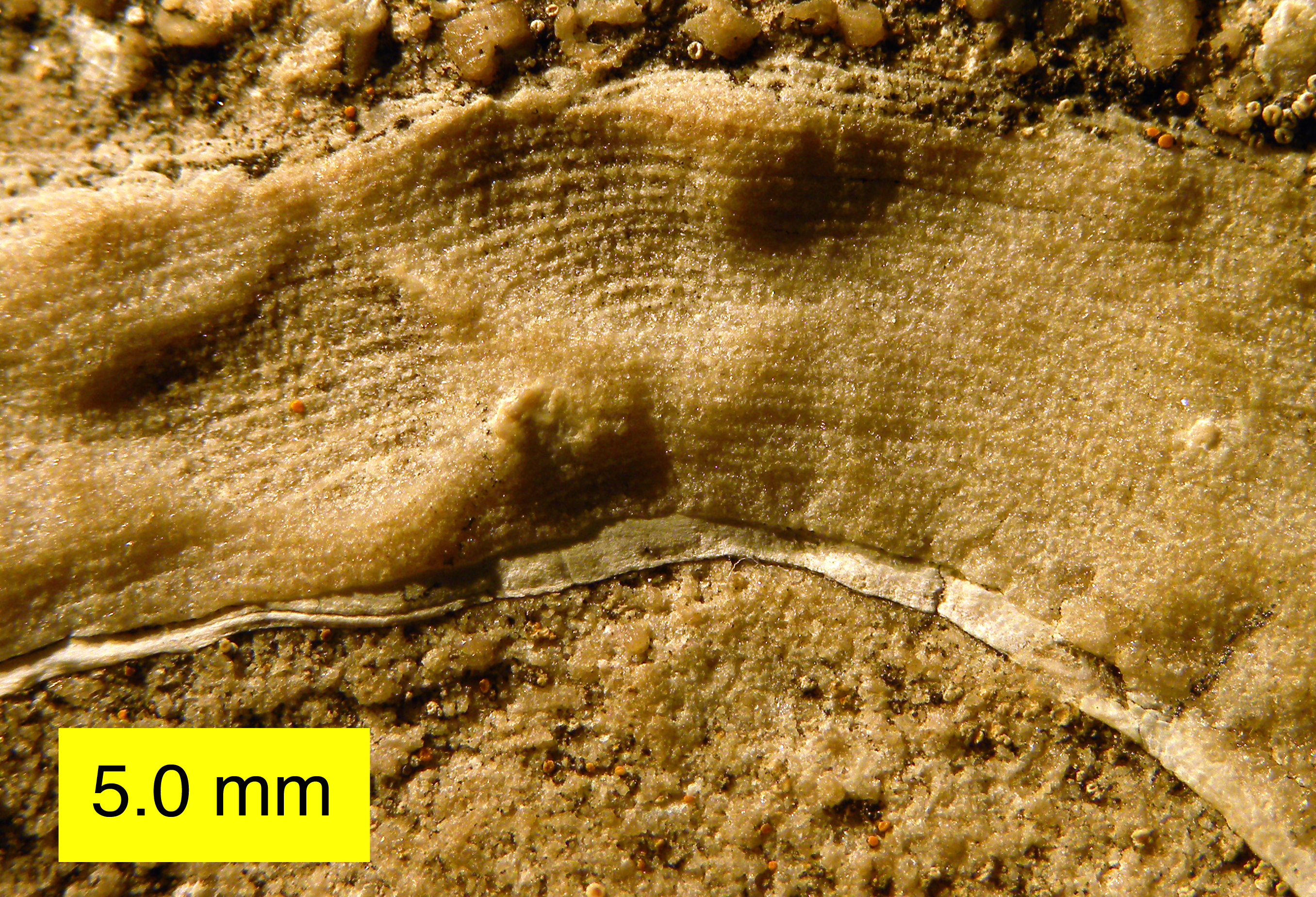